# The Crash
The Crash (bra Conspiração - Ameaça Global) é um filme estadunidense de 2017, dos gêneros suspense e policial, escrito e dirigido por Aram Rappaport.
Foi lançado de forma limitada nas salas de cinemas da América do Norte e video on demand em 13 de janeiro de 2017.

## Sinopse
Em um futuro não tão distante, uma equipe de criminosos de colarinho branco são alistados pelo governo Federal para frustrar um ataque cibernético que ameaça levar à falência dos Estados Unidos.[carece de fontes?]

## Elenco
- Dianna Agron ... Amelia Rhondart
- Minnie Driver ... Shannon Clifton
- Frank Grillo ... Guy Clifton
- John Leguizamo ... George Diebold
- Mary McCormack ... Sarah Schwab
- Christopher McDonald ... Del Banco
- Maggie Q ... Enfermeira Hilary
- AnnaSophia Robb ... Creason Clifton
- Ed Westwick ... Ben Collins